# Minoru Yamasaki
Minoru Yamasaki (1. december 1912 – 7. februar 1986) var en japansk-amerikansk arkitekt, der vel nok er bedst kendt som arkitekten bag World Trade Center, der blev ødelagt ved terrorangrebet 11. september 2001.

## Biografi
Yamasaki blev født i Seattle. Hans forældre, John Tsunejiro og Hana Yamasaki, var indvandret fra Japan og havde svært ved at overleve som henholdsvis sælger og pianistinde. For at betale for sig ved universitetet i staten Washington, måtte Yamasaki lægge laks i dåser i Alaska. Forfærdet over de "personligt nedværdigende forhold" rundt sine kollegers fattigdom, besluttede han sig for, "ikke at lade noget lignende danne mønster for mit eget liv".
En onkel, Koken Ito, var arkitekt og inspirerede nevøen til at følge i sine fodspor. Ved New York University tog Yamasaki sin mastergrad indenfor arkitektur, og begyndte at praktisere ved de firmaer, der stod bag Empire State Building og Rockefeller Center. Han giftede sig i 1941 med Teruko Hirashiki og fik efterhånden tre børn, Carol, Taro og Kim. Bosat på USA's østkyst slap familien for den internering under anden verdenskrig, som japanske amerikanere på vestkysten blev udsat for. Yamasaki skilte sig fra sin kone i 1961, men flyttede sammen med hende igen otte år senere, efter yderligere to skilsmisser i mellemtiden. World Trade Center-tårn nr 2 stod færdigt i 1976, efterfulgt af Yamasakis Rainier-tårn det følgende år, og han påtog sig arbejder i USA, Saudi-Arabien og Japan på trods af sit svigtende helbred. Han døde af kræft i 1986.

## Pruitt-Igoe
I 1955-56 stod Yamasakis Pruitt-Igoe-projekt i St. Louis færdigt, baseret på Le Corbusiers tanker. Komplekset bestod af ikke mindre end 33 elleve-etagers højhuse med hårde linjer. Elevatorerne standsede kun i hver tredje etage, hvor der var lavet et 4 x 24 meter stort, vertikalt "galleri", hvor – mente Yamasaki – børn ville lege, og cykler kunne stå, sådan at beboerne slap for at gå ned i gaden, med alle dens farer og fristelser.
I begyndelsen var bygningerne segregerede i to grupper, Pruitt-komplekset for farvede og Igoe-komplekset for hvide, men mod slutningen af 1950'erne blev projektet integreret. Antal udlejede boliger var på sit højeste i 1957 med 91 pct; senere gik det kun nedad. 
Halvparten af beboere modtog bistandsydelser. 98 pct. var afroamerikanere, og af de totalt 11.000 indbyggere var der kun 1.000 voksne mænd, idet staten Missouri havde nedfældet i loven, at bistand blev udbetalt kun til familier uden far. Dermed flyttede fædrene ud. Problemet med "gallerierne", eller "luftens gader", som Le Corbusier yndede at kalde dem, blev sådan beskrevet af Tom Wolfe: "De ting, som under normale omstændigheder ville finde sted i barer, bordeller, klubber og billardhaller, skete nu i luftens gader. Lejeboerne blev deprimeret af de kedelige, anonyme elleve-etagers kasser...og flyttede fra stedet. Efter dem flyttede der folk ind fra længere nede på samfundsstigen, hvilket trak forholdene endnu dybere ned." Efter ti år skrev Architectural Forum: "De trange hejse er brutalt ramponerede, og lugter af urin efter børn, som fejlberegner den tid, det tager at nå op til den etage, hvor de bor. Med stop kun i hver tredje etage, bliver elevatorerne belejlige åsteder for kriminalitet. De standses hyppigt af forbrydere, som raner, slår ned eller voldtager, før de standser i en af etagerne og sender offeret videre. Trappeopgangene, den eneste vej til næsten alle lejligheder, er tilsvinet af obskøn graffiti. Lamper og brandslanger er revet ud, og gangene hjemsøgt af forbrydere. Udenfor indgangspartierne bliver kvinder generet af unge mænd, og lejlighederne lige ved forstyrres af uro. Gallerierne er alt andet end hyggelige sociale samlingspunkter. Lejeboerne kalder dem "spidsrodgange" man må gennem for at nå frem til indgangsdøren. Børn leger uden tilsyn af voksne. Legene er hårdhændede, og larmen høres i boligerne. Tunge metaltremmer blev sat op udenfor vinduerne, men ikke tidsnok til at forhindre tre børn i at falde ud. Damprørene står udsat til, både i gallerier og lejligheder, og forårsager hyppige brandskader. De tilliggende vaskerum er usikre og sjælden brugt...dermed indbød de til larmen og bøllevirksomhed. Nu er de aflåst, og nøgler fordelt til dem, som benytter rummene. Kælderrummene er også tomme og låst. Der har været indbrud så mange gange, at beboerne ikke vil bruge dem." 
Elleve år fulgte med omfattende studier, kommissioner og aktionsgrupper. Direktoratet for offentlige boliger investerede mere end fem millioner dollar i forbedringer. Til sidst samlede de projektansvarlige de genværende lejeboere for at høre deres mening om, hvad der burde gøres. Spontant lød der råb: "Spræng det! Spræng det i luften!" I løbet af 1970'erne sprængte myndighederne da også Pruitt-Igoe i luften. 